# Reberšak
Reberšak je priimek več znanih Slovencev:
- Jernej Reberšak (*1977), smučar
- Majda Iskra Reberšak, pevka altistka
- Polona Reberšak (*1987), tenisačica